# Jon-pchjong
Jon-pchjong je skupina ostrovů v Žlutém moři patřících Jižní Koreji. Leží zhruba 80 kilometrů na západ od Inčchonu ve vzdálenosti 12 kilometrů od pobřeží Severní Koreje. Hlavní ostrov, který má plochu 7,01 km2 a v roce 1999 měl 1 176 obyvatel, je taktéž často zjednodušeně nazýván Jon-pchjong.
Ostrovy leží v těsné blízkosti sporné námořní hranice mezi Severní a Jižní Koreou. Severní Korea hlavní ostrov 23. listopadu 2010 ostřelovala.